# Wilhelm Ludwig Demme
Wilhelm Ludwig Demme (* 20. März 1801 in Mühlhausen/Thüringen; † 26. März 1878 in Würzburg) war ein deutscher Jurist und Schriftsteller.
Demme ist der Sohn des Schriftstellers und Kanzelredners Hermann Christoph Gottfried Demme. Während seines Studiums wurde er 1820 Mitglied der Jenaischen Burschenschaft. Er begann 1826 als Anwalt in Altenburg zu arbeiten.
1849 nahm er seinen Wohnsitz in Jena, 1850 in Würzburg, dann in Hildburghausen, zuletzt wieder in Würzburg.
Er machte sich besonders als Fortsetzer von Julius Eduard Hitzigs „Annalen der deutschen und ausländischen Criminal-Rechtspflege“ (Leipz. 1837–52) sowie durch das „Buch der Verbrechen“ (das. 1851–1854, 8 Bde.) einen Namen.

## Werke
- Ueber die Entscheidung der Vorfrage: ob ein Verbrechen begangen sei? Braunschweig 1840.
- Der Richter als Geschworener. Penig 1843.
- Zur vorbeugenden Criminal-Politik. Altenburg 1843.
- Die Grundbegriffe des Criminalrechts und seine leitenden Grundsätze: mit Rücksichtnahme auf die deutschen Gesetzgebungen. Für Aerzte, Juristen und Geschworene. Zus. mit J. B. Friedreich und C. Barth. Nürnberg: Korn 1861.
- Auszug zum Kampf gegen die alte krumme Schlange: Juristenthums, Juristerei, so in Deutschland gehaust hat seit Jahrhunderten. Jena 1849.
- Das Buch der Verbrechen. Das Interessanteste aus den neunzig Heften meiner Annalen der deutschen und ausländischen Criminalrechtspflege. Ein Volksbuch in vier Bänden. Leipzig: Arnoldische Buchhandlung 1851.
- Das Buch der Verbrechen. Das Interessanteste aus älterer, neuerer und neuester Zeit der Länder dies- und jenseits des Oceans. Ein Volksbuch. Neue Folge. Leipzig: Arnoldische Buchhandlung 1852–54.
- Römisch-Juristische Drehorgel mit 160 straffen Liedern über die … Capitel des heiligen Corpusjuris: Ein rar musikalisch-juristisches Kunstwerk / vom Rothen Apostrophen, Marquis Rouge Guillaume Ludovic d’Emmé. Hildburghausen und Leipzig: Kesselring 1852. (Ursprünglich 1824 u. d. T. Römisch-Juristisches Gesangbuch […]).